# هیولا (فیلم ۲۰۲۳)
هیولا (ژاپنی: 怪物) یک فیلم درام ژاپنی به کارگردانی هیروکازو کورئیدا بر اساس فیلمنامه‌ای به قلم یوجی ساکاموتو است. ساکورا آندو در این فیلم نقش مادری را بازی می‌کند که پس از مشاهدهٔ تغییرات آزاردهنده در رفتار پسرش با یک معلم روبرو می‌شود.
هیولا در هفتاد و ششمین جشنواره فیلم کن در ۱۷ مه ۲۰۲۳ نمایش داده شود، که در آنجا برای دریافت نخل طلا در رقابت بود و برنده جایزه بهترین فیلم‌نامه از این جشنواره شد. این فیلم در ۲ ژوئن ۲۰۲۳ در ژاپن اکران شد.

## طرح داستان
سائوری یک مادر مجرد، وقتی رفتارهای عجیب‌وغریب پسر کوچکش میناتو را می‌بیند، احساس می‌کند که مشکلی وجود دارد؛ او متوجه می‌شود که یک معلم مسئول این امر است، و به مدرسه پسرش می‌رود تا بداند چه خبر است. با اینحال همان‌طور که داستان از چشم مادر، معلم و کودک نمایش داده می‌شود، حقیقت به تدریج آشکار می‌شود.

## بازیگران
- ساکورا آندو در نقش سائوری، یک مادر مجرد
- ناگایاما ایتا در نقش هوری، معلم اری و میناتو
- سویا کوروکاوا در نقش میناتو، پسر سائوری
- هیناتا هیراگی در نقش اری، همکلاسی میناتو
- میتسوکی تاکاهاتا در نقش هیرونا، معشوقهٔ هوری
- آکیهیرو سونودا در نقش شودا، معاون مدرسهٔ ابتدایی که میناتو و اری در آن تحصیل می‌کنند
- ناکامورا شیدو در نقش کیوتاکا، پدر اری و یک پدر مجرد
- یوکو تاناکا در نقش فوشیمی، مدیر مدرسهٔ ابتدایی

## تولید

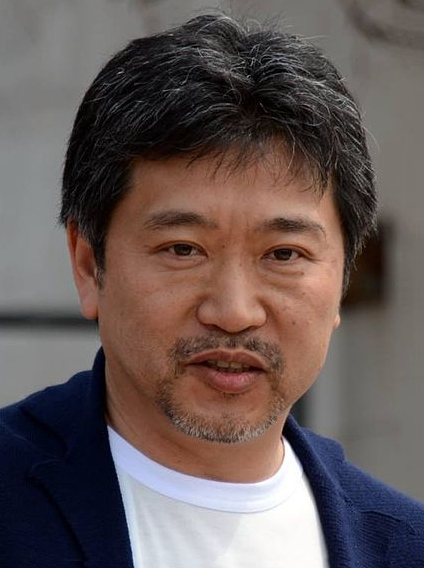
هیروکازو کورئیدا، کارگردان فیلم (۲۰۱۵)

### توسعه
برای هیروکازو کورئیدا، هیولا نخستین فیلم ژاپنی‌زبانی است که او پس از موفقیت بین‌المللی دزدان فروشگاه (۲۰۱۸) کارگردانی کرده‌است، فیلمی که برندهٔ نخل طلای جشنواره کن ۲۰۱۸، و نامزد اسکار بهترین فیلم بین‌المللی در نود و یکمین دوره جوایز اسکار شد. در این بین، او دو فیلم بلند فیلمبرداری کرد: حقیقت (۲۰۱۹) به زبان‌های انگلیسی و فرانسوی و دلال (۲۰۲۲) به کره‌ای. اطلاعات اولیه دربارهٔ این پروژه در نوامبر ۲۰۲۲ پس از پایان فیلمبرداری مشخص شد. در این مرحله، هیولا در پس‌تولید بود. کوریدا برای نخستین بار از زمان اولین فیلم بلندش یعنی مابوروشی (۱۹۹۵) مسئولیت فیلمنامه را بر عهده ندارد. فیلمنامه توسط نویسندهٔ موفق تلویزیون ژاپنی یوجی ساکاماتو نوشته شده‌است. کوریدا، ساکاموتو را تنها نویسنده‌ای توصیف کرد که همیشه می‌خواست با او همکاری داشته باشد، اما از فکر کردن به این اتفاق دست کشیده بود. کوریدا گفت که با ساکاموتو به دلیل علاقهٔ مشترک آن‌ها به موتیف‌های مشابه، احساس نزدیکی می‌کند. او احساس می‌کند که «از توانایی‌اش برای توسعهٔ موضوعی به شیوه‌ای فوق‌العاده جالب هم حسادت می‌کرد و هم ترس داشت» ساکاموتو کوریدا را «بهترین فیلمنامه‌نویس جهان» توصیف کرده‌است و خاطر نشان کرد هر دوی آن‌ها در یک مدرسه با هم درس می‌خواندند.
گنکی کاوامورا فیلمساز پرکار و نویسنده پرفروش به عنوان تهیه‌کننده اصلی فیلم خدمت کرد. کاوامورا قبلاً با کوریدا در تولید سریال نتفلیکس ماکانای: آشپزی برای خانه مایکو (۲۰۲۳) کار کرده بود. کنجی یامادا در کنار کاوامورا به عنوان تهیه‌کننده خدمت کرد. این تولید توسط شرکت‌های توهو، گاگا کورپ، فوجی تلویژن، ای‌اوآی پرو و کورئیدا بان-بوکو حمایت مالی شد.

### انتخاب بازیگران
ساکورا آندو، ناگایاما ایتا و یوکو تاناکا به همراه دو بازیگر کودک به نام‌های سویا کوروکاوا و هیناتا هیراگی برای نقش‌های اصلی انتخاب شدند. این کارگردان قبلاً با اندو در دزدان فروشگاه کار کرده بود. این دو بازیگر کودک پس از تست‌های مکرر بازیگری انتخاب شدند. کورئیدا آن‌ها را به خاطر ترکیب شیمیِ مشترکشان در مقابل دوربین، که تفاوت‌های آشکار در ظاهر و شخصیت‌های چهره‌شان را تضاد می‌کرد، تحسین کرد.

### موسیقی
ریوئیچی ساکاموتو متعهد شد که برای این فیلم موسیقی تولید کند. با این حال، ساکاموتو قدرت بدنی کافی برای قبول پیشنهاد برای ایجاد یک موسیقی متن اصلی کامل را نداشت. پس بنا به درخواست مستقیم کارگردان دو اثر در قالب پیانو برای فیلم نوشت. او از ترانه‌های آلبوم جدید خود ۱۲ و ترانه‌های قدیمی برای ساخت موسیقی متن استفاده کرد. ساکاموتو در تفسیری اظهار داشت که این فیلم به یک «مضمون باطنی» می‌پردازد و تشخیص اینکه «هیولا» همنام چه کسی است، دشوار خواهد بود. به گفته کورئیدا، همکاری با ساکاموتو «آرزوی دیرینه‌ای بود که سرانجام محقق شد». در طول فیلمبرداری و تدوین، او در اتاق هتلش به آثار موسیقی ساکاموتو گوش می‌داد. ساکاموتو در ۲۸ مارس ۲۰۲۳ پس از مبارزه طولانی با سرطان درگذشت.

## انتشار
یک تیزر تریلر در اوایل ژانویه ۲۰۲۳ منتشر شد. تبلیغی در فوریه ۲۰۲۳ در بازار فیلم اروپایی برلیناله نمایش داده شد. هیولا برای رقابت برای نخل طلای جشنواره فیلم کن ۲۰۲۳ انتخاب شد، جایی که اولین نمایش جهانی خود را در ۱۷ مه ۲۰۲۳ داشت.
در ژاپن، این فیلم در ۲ ژوئن ۲۰۲۳ اکران و توسط شرکت گاگا و توهو توزیع شد. گاگا حق توزیع را برای بقیه آسیا برعهده دارد. گودفلاس فروش بین‌المللی را به استثنای آسیا انجام داد.